# Backlash 2008
Backlash (2008), va ser el dezè esdeveniment anual de pagament per visió (PPV) Backlash produït per la World Wrestling Entertainment (WWE). Va tenir lloc al 1st Mariner Arena de Baltimore, Maryland el 27 d'abril del 2008. Amb la participació de les tres marques.

## Resultats
(c) = campió.
- Matt Hardy derrotà Montel Vontavious Porter (c) (11:24)
- Kane (c) derrotà Chavo Guerrero (amb Bam Neely) (8:49)
- The Big Show derrotà The Great Khali (8:05)
- The Undertaker derrotà The Big Show (21:35)
- Shawn Michaels derrotà Batista (14:59)
- Beth Phoenix Melina, Layla, Jillian Hall, Victoria i Natalya derrotaren Mickie James, Maria, Ashley, Michelle McCool, Cherry i Kelly Kelly (6:31)
- The Undertaker (c) derrotà Edge (18:23)
- Triple H derrotà Randy Orton (c), John Cena i JBL (28:11)